# Província d'Ourense
La província d'Ourense és una província espanyola situada al sud-est de Galícia. Limita al nord amb la província de Lugo, a l'oest amb la de Pontevedra, a l'est amb Castella i Lleó, concretament amb les províncies de Lleó i Zamora, i al sud amb Portugal.
És l'única província gallega sense sortida al mar. La seua capital és la ciutat d'Ourense. La seva població és de 335.642 hab. (2009) en una superfície de 7.273,2 km², dels quals el 32% viuen a la capital.

## Comarques
| Comarca             | Població (2009) | Superfície (km²) | Densitat (hab/km²) | Municipis | Capital               |
| ------------------- | --------------- | ---------------- | ------------------ | --------- | --------------------- |
| Allariz-Maceda      | 15.154          | 382,2            | 39,7               | 6         | Allariz               |
| A Baixa Limia       | 8.579           | 530,3            | 16,2               | 5         | Bande                 |
| O Carballiño        | 29.648          | 552,4            | 53,7               | 9         | O Carballiño          |
| A Limia             | 23.614          | 801,9            | 29,4               | 11        | Xinzo de Limia        |
| Ourense             | 145.424         | 623,1            | 233,4              | 12        | Ourense               |
| O Ribeiro           | 19.293          | 407,0            | 47,4               | 10        | Ribadavia             |
| A Terra de Caldelas | 3.746           | 313,3            | 12,0               | 4         | Castro Caldelas       |
| A Terra de Celanova | 21.173          | 508,9            | 41,6               | 10        | Celanova              |
| A Terra de Trives   | 5.015           | 431,7            | 11,6               | 4         | A Pobra de Trives     |
| Valdeorras          | 28.504          | 969,1            | 29,4               | 9         | O Barco de Valdeorras |
| Verín               | 28.461          | 1.007,2          | 28,3               | 8         | Verín                 |
| Viana               | 7.031           | 746,3            | 9,4                | 4         | Viana do Bolo         |
| Província d'Ourense | 335.642         | 7.273,2          | 46,1               | 92        | Ourense               |

## Ciutats principals
A la següent taula es llisten les principals entitats de població de la província.
|    | Nom                  | Municipi               | Població (2009) |    |                          | Nom                      | Municipi | Població (2009) |
| -- | -------------------- | ---------------------- | --------------- | -- | ------------------------ | ------------------------ | -------- | --------------- |
| 1  | Ourense              | Ourense                | 100.551         | 11 | Maceda                   | Maceda                   | 1.639    |                 |
| 2  | Barco, O             | Barco de Valdeorras, O | 11.498          | 12 | Pobra de Trives          | Pobra de Trives, A       | 1.485    |                 |
| 3  | Carballiño           | Carballiño, O          | 10.981          | 13 | Viana do Bolo            | Viana do Bolo            | 1.480    |                 |
| 4  | Verín                | Verín                  | 10.136          | 14 | Viloira                  | Barco de Valdeorras, O   | 880      |                 |
| 5  | Xinzo de Limia       | Xinzo de Limia         | 6.860           | 15 | Seixalbo                 | Ourense                  | 877      |                 |
| 6  | Valenzá, A           | Barbadás               | 5.401           | 16 | Maside                   | Maside                   | 850      |                 |
| 7  | Rúa de Valdeorras, A | Rúa, A                 | 4.719           | 17 | Rubiá                    | Rubiá                    | 826      |                 |
| 8  | Celanova             | Celanova               | 3.511           | 18 | Gudiña, A                | Gudiña, A                | 801      |                 |
| 9  | Ribadavia            | Ribadavia              | 3.292           | 19 | Vilamartín de Valdeorras | Vilamartín de Valdeorras | 754      |                 |
| 10 | Allariz              | Allariz                | 3.219           | 20 | Bande                    | Bande                    | 733      |                 |